# SuiseiNoboAz
SuiseiNoboAz（スイセイノボアズ）は、日本のオルタナティブ・ロックバンドである。2009年に向井秀徳がプロデュースしたファーストアルバムをリリースしてデビュー。

## メンバー
- 石原正晴- ボーカル、ギター。
- 河野"TimeMachine"岳人- ベース。2017年2月正式加入。LAGITAGIDAのメンバーとしても活動中。かつてはマヒルノ、MUSIC FROM THE MARSのメンバーとしても活動していた。
- 松田タツロウ- ドラム。2021年1月加入[1]。

## 元メンバー
- 溝渕匠良- ベース。2014年6月脱退。現在はTOURS、TAMTAM(サポート)などで活動。
- 櫻井範夫- ドラム。2014年6月脱退。
- ヤノアリト- ドラム。2020年12月脱退[1]。
- 高野メルドー- ギター。2024年8月11日脱退。ゲスバンドとしても活動。かつてはうみのて、大森靖子＆THEピンクトカレフ、古都の夕べにも在籍していた。

## ディスコグラフィー

### 配信限定シングル
| 発売日        | タイトル  | レーベル       | 収録アルバム              |
| ------------- | --------- | -------------- | ------------------------- |
| 2020年3月10日 | 3020      | SuiseiNorecoRd | 3020                      |
| 2022年4月15日 | THE RIDER | SuiseiNorecoRd | GHOST IN THE MACHINE DRUM |
| 2022年6月24日 | 群青      | SuiseiNorecoRd | GHOST IN THE MACHINE DRUM |

## ミュージックビデオ
| 監督                | 曲名                                   |
| 石原正晴 / 小林達夫 | 「Happy 1982」                         |
| ONIONSKIN           | 「adbird」                             |
| 川口潤              | 「E.O.W.」「T.D.B.B.PIRATES LANGUAGE」 |
| 清水康彦            | 「水星より愛をこめて」                 |